# Виноградов, Виталий Григорьевич
Виталий Григорьевич Виноградов (VitaliV) (род. 1957, Одесса) — советский и британский художник, основоположник стиля «схематизм».

## Биография
Родился в 1957 году в Одессе. Окончил Одесское мореходное училище. В 1979 году переехал в Ленинград, где в 1983 году поступил в Ленинградскую академию художеств на отделение скульптуры.
В 1989 году некоторое время жил в легендарном андеграундном арт-сквоте в мансардах «Аптека Пеля» в Ленинграде.
В 1989 году в качестве студента по обмену переехал в Великобританию, где получил стипендию в Колледже искусств Норвичского университета.
Получив степень в колледже, участвовал в ряде выставок живописи и скульптуры, после чего в 1993 году Виталий основал арт-сообщество, которое стало известно как «Банк», поскольку оно базировалось в бывшем здании Barclays Bank в Хокстоне. Это был новаторский центр мультимедийных искусств, где он провел серию фестивалей короткометражных фильмов, организовывал выставки концептуального искусства, скульптурные шоу (в том числе монументальные скульптуры), видеоинсталляции и демонстрировал работы, созданные в цифровых медиа-форматах.
Создал свой собственный художественный стиль, ныне известный как «схематизм», сутью которого являются простые геометрические узоры — круги и линии, соединенные под углом 45°.
В 2000-х годах Виталий занялся дизайном и декоративно-прикладным искусством, применяя принципы «схематизма» в различных областях и экспериментируя с посудой, фарфором, дизайнерской одеждой, аксессуарами и мебелью, а также ювелирными изделиями.
По мнению издания ArtRabbit, «его практика является одновременно эксцентричной и технологически инновационной, состоящей из ряда лайтбоксов, рельефов с лазерной резкой с ЧПУ, алюминиевых и акриловых смол и 3D-пленки».
С 2007 года работает в своих студиях в Великобритании, Италии и России.
В 2008 году запустил совместный проект Digital Butterfly с художником Пино Синьоретто в Мурано, Венеция.
Выпустил несколько модных коллекций одежды, которые представил на Французской неделе моды в 2008 году и Лондонской неделе моды в 2009 году.
Картины художника хранятся в музеях и частных коллекциях по всему миру. Две картины Виноградова («Монолог» и «Падение» 1989 года) хранятся в Музее искусства Санкт-Петербурга XX—XXI веков. В 2009 году на выставке в Maverick Showroom в Шордиче одну из картин Виноградова приобрёл актёр Микки Рурк.

## Выставки
- 2021 «A premonition of the Future», Государственный Русский музей, Санкт-Петербург[8][9][10].
- 2019 «Art Show», Old Brompton Gallery.
- 2018 «Digital Porcelain Collections», Old Brompton Gallery.
- 2014—2015 «Jewellery collections for ZBird (China)»
- 2013 «The Dinner is served», Государственный Русский музей, Санкт-Петербург.
- 2011 «The Fourth Moscow Biennale of contemporary art», Фабрика, Москва.
- 2011 «VideoAkt», International Biennale, Барселона.
- 2011 «Infame», Forman’s Smokehouse gallery, Лондон.
- 2010 «Digital life», Salon Gallery, Лондон.[11]
- 2009 «Moda, Picture, Style», Государственный Русский музей, Санкт-Петербург.
- 2008 «Digital Butterfly by Pino Signoretto», Мурано.[12]
- 2007 «Digital metamorphosis», Государственный Русский музей, Санкт-Петербург.
- 2006 «Digital art», Sands Expo, Лас-Вегас.
- 2000 «Cook-art», Islington Design Centre, Лондон.
- 1999 «S.Rossine & VitalyV», New Burlington gallery, Лондон.
- 1999 «Three tons of food», Bank, Лондон.
- 1999 «Temporary radio», Radio Suisse, Женева.
- 1996 «Africa, Kostroma, VitalyV», Российский этнографический музей, Санкт-Петербург.
- 1995 «Three artists», Albemarle Gallery, Лондон.
- 1995 «Fragments», Merts Contemporary Gallery, Лондон.
- 1994 «A4 gallery», Flash art magazine, Лондон.
- 1994 «Real size of Fuji», Flash art magazine, Лондон.

## Галерея

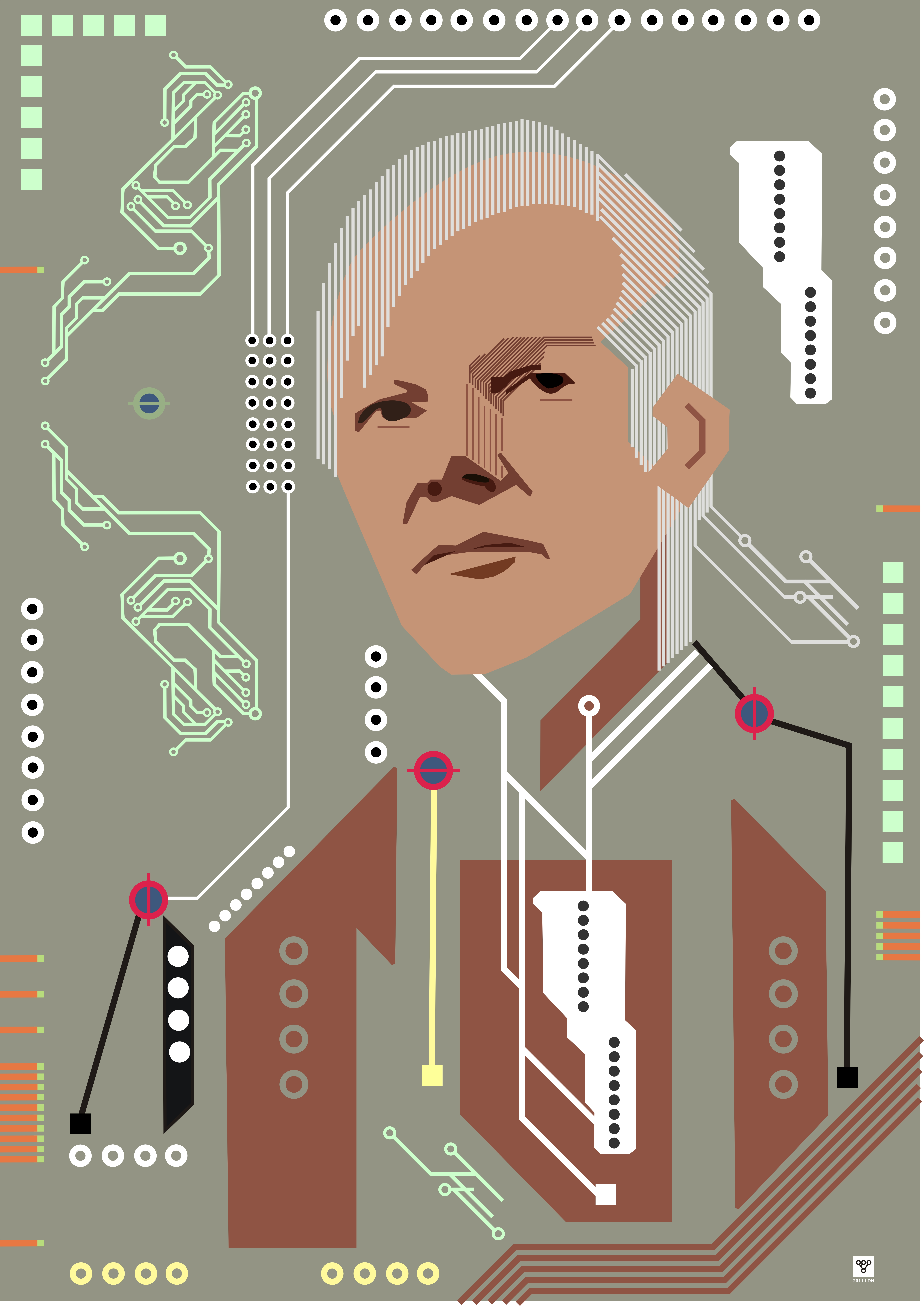
Джулиан Ассанж
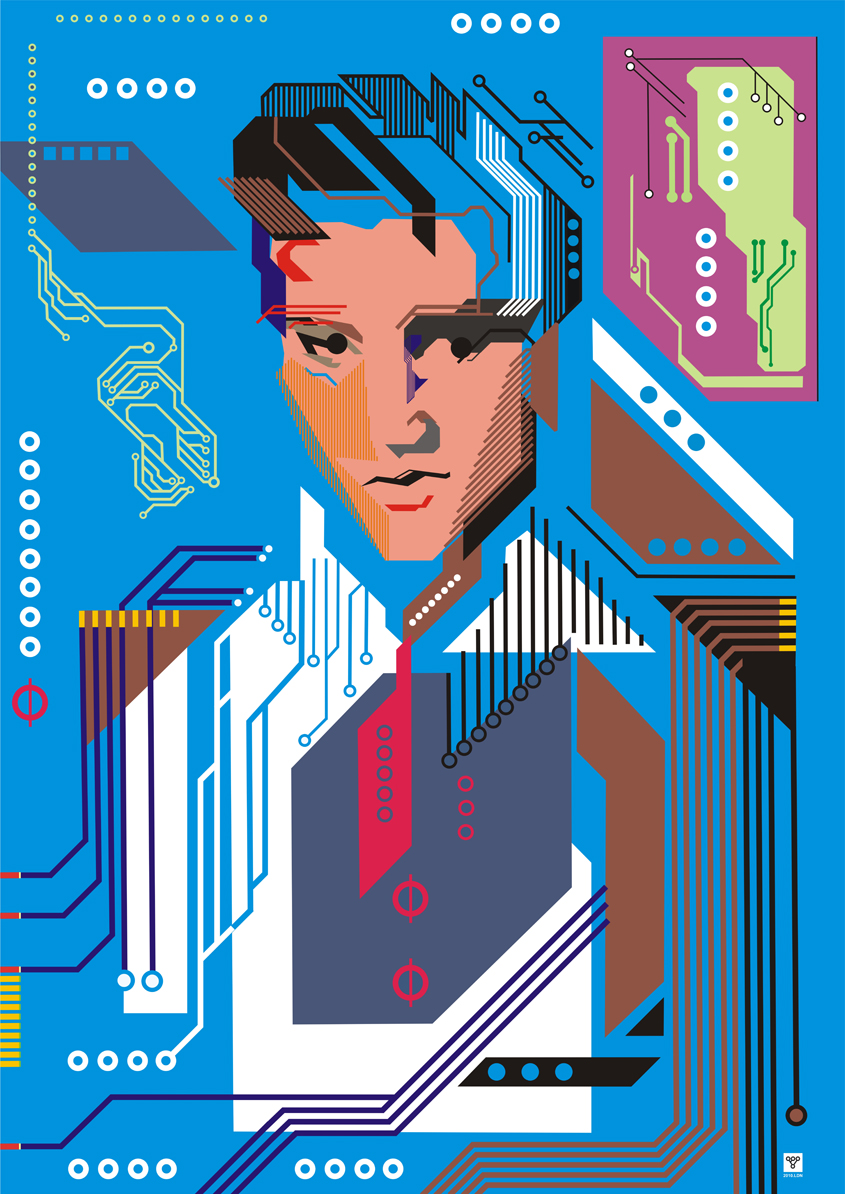
Элвис Пресли